# Transformers (película)
Transformers es una película de acción y ciencia ficción estadounidense de 2007 basada en la franquicia del mismo nombre. La película, que combina animación por computadora con acción en vivo, fue dirigida por Michael Bay, con Steven Spielberg como productor ejecutivo. Fue producida por Don Murphy y Tom DeSanto, y es la primera entrega de la serie cinematográfica de Transformers.
La película está protagonizada por Shia LaBeouf en el papel de Sam Witwicky, un adolescente que se ve envuelto en una guerra entre los heroicos Autobots y los villanos Decepticons, dos facciones de robots alienígenas que pueden esconderse transformándose en maquinaria cotidiana, principalmente vehículos. Los Autobots pretenden recuperar y utilizar la AllSpark (Chispa Suprema), el poderoso artefacto que creó su raza robótica que está en la Tierra, para reconstruir su planeta natal Cybertron y acabar con la guerra, mientras que los Decepticons tienen la intención de utilizarla para construir un ejército dando vida a las máquinas de la Tierra. Tyrese Gibson, Josh Duhamel, Anthony Anderson, Megan Fox, Rachael Taylor, John Turturro y Jon Voight también protagonizan la película, mientras que los actores de voz Peter Cullen y Hugo Weaving prestan voz a Optimus Prime y Megatron respectivamente.
Murphy y DeSanto desarrollaron el proyecto en 2003, y DeSanto escribió un tratamiento. Steven Spielberg se incorporó al año siguiente y contrató a Roberto Orci y Alex Kurtzman para escribir el guion. Las Fuerzas Armadas de Estados Unidos y General Motors (GM) prestaron vehículos y aviones durante el rodaje, lo que supuso un ahorro de dinero para la producción y añadió realismo a las escenas de batalla. La campaña promocional de Hasbro para la película incluyó acuerdos con varias empresas; la publicidad incluyó una campaña de marketing viral, lanzamientos coordinados de cómics, juguetes y libros precuela, así como acuerdos de emplazamiento publicitario con empresas como General Motors, Burger King y eBay.
Transformers recibió críticas mixtas. Se convirtió en la quinta película más taquillera de 2007, con una recaudación de 709 millones de dólares en todo el mundo, con una estimación de 46 millones de entradas vendidas en Estados Unidos. La película ganó cuatro premios de la Visual Effects Society y fue nominada a tres premios de la Academia, al mejor edición de sonido, mejor sonido y mejores efectos visuales. La actuación de LaBeouf fue elogiada por Empire, y la interpretación de Cullen como Optimus Prime de la serie de televisión de los años 80 fue bien recibida por los fanes. A la película le siguieron seis secuelas: La venganza de los caídos (2009), El lado oscuro de la luna (2011), La era de la extinción (2014), El último caballero (2017), Bumblebee (2018) y El despertar de las bestias (2023).

## Argumento
Optimus Prime, líder de los Autobots, narra el colapso del planeta natal de los Transformers, Cybertron, el cual quedó inhabitable por una guerra entre los Autobots y los Decepticons. Liderados por Megatron, los Decepticons buscan la Chispa Suprema con el fin de usarla para apoderarse del universo. Los Autobots quieren encontrar la Chispa Suprema para reconstruir Cybertron y finalizar la guerra. Megatron logra localizar la Chispa Suprema en la Tierra, pero se estrelló en el círculo ártico y se congeló en el hielo. Después de encontrar al Decepticon congelado en 1897, el  Capitán y Explorador Archibaldo Witwicky accidentalmente activó el sistema de navegación de Megatron y en sus anteojos quedaron grabadas las coordenadas de la localización de la Chispa Suprema, un incidente que lo dejó ciego y mentalmente inestable. El sector 7, una organización gubernamental secreta creada por el presidente Herbert Hoover, descubrió la Chispa Suprema en el río Colorado y construyó la presa Hoover alrededor de ella para ocultar sus emisiones de energía. El aún congelado Megatron fue llevado a estas instalaciones y fue usado en los avances de la tecnología humana a través de la ingeniería inversa.
En el 2007, el Decepticon conocido como Blackout ataca la base militar estadounidense en Catar para encontrar la localización de Megatron y la Chispa Suprema. Él trata de introducirse en los archivos de la base de la computadora, pero es detenido cuando el comandante de la base corta la línea de la computadora. El Capitán William Lennox y su equipo logran escapar de la base y buscar ayuda. De vuelta en Estados Unidos, el bisnieto del Capitán Witwicky, el adolescente Sam Witwicky, compra su primer auto, que resulta ser el Autobot explorador Bumblebee (que se convierte en un Chevrolet Camaro Z28 de 1977), tratando de conquistar a la chica de sus sueños, Mikaela Banes. Más tarde, Sam vislumbra la verdadera forma de Bumblebee cuando él llama a los demás Autobots.
En el Air Force One, otro Decepticon llamado Frenzy se infiltra y trata de introducirse en la red nuevamente, solo que esta vez logra tener más éxito hasta que es detenido por los agentes de la CIA antes de poder recuperar toda la información; sin embargo este observa un archivo que menciona el nombre de Archibaldo Witwicky. Frenzy es luego recogido por su compañero Barricade, que es un Ford Mustang GT 500 de policía en modo de transformación alterno y luego se toman la tarea de perseguir a Sam al descubrir que él tiene los anteojos con las coordenadas de la Chispa Suprema. Sam es rescatado por Bumblebee y es cuando Mikaela se entera de la existencia de los Transformers. Bumblebee lucha con Barricade y logra derrotarlo, mientras que Sam y Mikaela por otra parte decapitan a Frenzy, pero él aún sobrevive y cambia su modo alterno al celular de Mikaela.
Mientras tanto en Catar, Scorponok lleva a cabo un  ataque sorpresivo al equipo de soldados comandado por el Capitán Lennox, matando a Donnelly e hiriendo a Figueroa. Durante la batalla, Scorponok es forzado a retirarse cuando es herido por rondas de sabot disparados a él por las fuerzas armadas de EE. UU. Luego, Lennox y su equipo regresan al Pentágono y reportan su encuentro con los Decepticons.
Sam y Mikaela pronto conocen a Optimus Prime, quien en su modo alterno es un camión tráiler (Peterbilt 379) y a sus otros compañeros Autobots Jazz (un Pontiac Solstice 2006), Ironhide (un GMC Topkick Pickup) y Ratchet (un Hummer H2). Ellos explican sus orígenes a los dos humanos e insisten en la urgencia de conseguir la Chispa Suprema antes que los Decepticons, sabiendo que estos planean usarla para convertir toda la tecnología terrestre en un nuevo ejército de Decepticons y dejar a los humanos extintos. Los Autobots llevan de vuelta a los humanos a la casa de Sam a buscar los anteojos y casi revelan su existencia a los padres de Sam por accidente. Sin embargo, el agente del sector 7 Seymour Simmons y su equipo encuentran a Sam y lo arrestan a él y a su familia, incluida Mikaela, para llevarlos a una localización clasificada después de enterarse de que Sam estuvo en contacto con los Autobots. Optimus y los Autobots intentan rescatar a los dos humanos, pero fracasan y Bumblebee termina siendo capturado junto con ellos. Los Autobots, sin embargo, recuperan los anteojos y los usan para encontrar la localización de la Chispa Suprema y planean llegar antes de que los Decepticons la encuentren. Sam y Mikaela son llevados a la presa Hoover, junto con Maggie Madsen y Glen Whitmann, dos piratas informáticos capturados por el FBI por tratar de descifrar la información robada por Frenzy mientras trabajaban en el Pentágono.
Frenzy es transportado a la presa mientras se ocultaba, encuentra la Chispa Suprema y contacta a los otros Decepticons, Starscream, Bonecrusher, Brawl, Barricade y Blackout. Starscream ataca la presa y Frenzy libera a Megatron de su prisión de hielo, donde se une a sus compañeros en la búsqueda de Sam y los Autobots. Bumblebee encoge el cubo a un tamaño más pequeño y razonable para poder escapar con él. Luego ellos llegan a Los Ángeles, donde comienza una gran batalla. Trabajando juntos, los Autobots y los soldados humanos derrotan y matan a Bonecrusher, Brawl y Blackout. Sin embargo, Bumblebee queda lisiado y Jazz es asesinado por Megatron. Cuando Megatron comienza a ganar ventaja en la pelea, Optimus le dice a Sam que le coloque la Chispa Suprema en el pecho, lo que destruiría a ambos. En lugar de eso, Sam aprovecha la oportunidad y, al ver que Optimus ya no podía continuar peleando, inserta el cubo en el pecho de Megatron y mata al líder Decepticon al momento que es destruida la Chispa Suprema.
Como resultado, los cadáveres de los Decepticons son dejados en el abismo laurentino en el océano Atlántico para ser escondidos, el gobierno ordena el cierre del sector 7 y la familia Witwicky es liberada de la custodia. Sam y Mikaela pronto inician un noviazgo y Optimus dice que el destino de los Autobots les ha dado un nuevo hogar, la Tierra, y envía un mensaje llamando a todos los Autobots sobrevivientes para unírseles. En una escena entre créditos, Starscream escapa al espacio, dando lugar a los eventos de la segunda película.

## Reparto

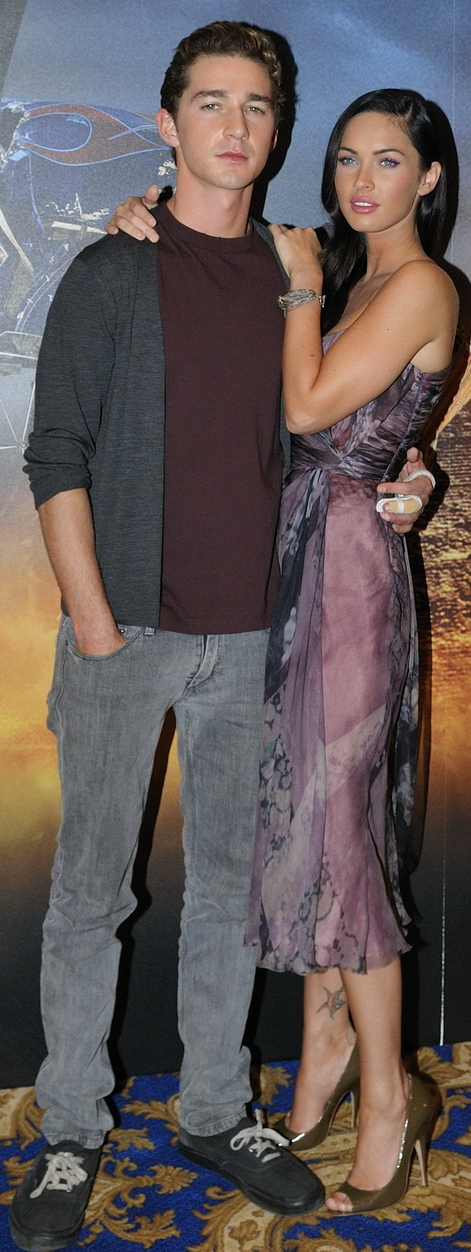
Shia LaBeouf y Megan Fox.

### Humanos
- Shia LaBeouf como Sam Witwicky, un joven descendiente de un explorador del Ártico que encuentra un gran secreto, y se convierte en la última esperanza para la Tierra.
- Megan Fox como Mikaela Banes, una compañera de clases de Sam que lo ayuda en su misión usando habilidades que aprendió como una ladrona de autos juvenil junto a su padre convicto.
- Josh Duhamel como el Capitán William Lennox, el líder del equipo de Ranger del Ejército de Catar que se alia con Sam.
- Rachael Taylor como Maggie Madsen, una analista del Pentágono reclutada por el Departamento de Defensa de Estados Unidos.
- Tyrese Gibson como el Sargento Robert Epps, un controlador de combate de las Fuerzas Aéreas de EE. UU. y sargento técnico de un equipo de operaciones especiales con sede en la base SOCCENT de EE. UU. en Catar y el mejor amigo de Lennox.
- Anthony Anderson como Glen Whitmann, un pirata informático amigo de Maggie.
- Jon Voight como John Keller, el Secretario de Defensa de Estados Unidos.
- John Turturro como el agente Seymour Simmons, un miembro de la División de Investigación Avanzada del Sector 7.
- Michael O'Neill como Tom Banachek, jefe del Sector 7.
- Kevin Dunn como Ron Witwicky, padre de Sam.
- Julie White como Judy Witwicky, madre de Sam.
- Amaury Nolasco como el Oficial Jorge "Fig" Figueroa, un soldado de Operaciones Especiales, miembro del equipo del Capitán Lennox.
- Zack Ward como el primer sargento Donnelly, un miembro del equipo del Capitán Lennox.
- William Morgan Sheppard como el Capitán Archibaldo Witwicky, el bisabuelo de Sam, quien accidentalmente activa el sistema de navegación de Megatron en una expedición al círculo polar ártico.
- Bernie Mac como Bobby Bolivia, un vendedor de autos usados.
- John Robinson como Miles Lancaster, el mejor amigo de Sam.
- Travis Van Winkle como Trent, el novio de Mikaela.
- Glenn Morshower como el Coronel Sharp (acreditado como "sargento de SOCCENT").

### Cast de voz

#### Transformers

##### Autobots
- Peter Cullen como Optimus Prime, líder de los Autobots que se transforma en un camión de semirremolque Peterbilt 379 azul y rojo de 1994. Cullen ya había puesto voz a Optimus Prime en los dibujos animados originales de los años 80 y fue elegido para repetir su papel.
- Mark Ryan como Bumblebee, el explorador Autobot y nuevo guardián de Sam que se transforma en un Chevrolet Camaro amarillo y negro (primero un modelo de 1977 y más tarde en la película un modelo de 2007).
- Darius McCrary como Jazz, el segundo al mando de Optimus que se transforma en un Pontiac Solstice plateado de 2007. Muere a manos de Megatron.
- Robert Foxworth como Ratchet, el médico Autobot que se transforma en una ambulancia Hummer H2 amarilla de 2007 de búsqueda y rescate.
- Jess Harnell como Ironhide, el Autobot experto en armas que se transforma en un GMC Topkick C4500 negro de 2007.

##### Decepticons
- Hugo Weaving como Megatron, líder de los Decepticons que se transforma en un Jet Cybertroniano plateado. Originalmente, Frank Welker fue considerado para volver a interpretarlo en esta saga, pero según el comentario de DVD, Bay pensó que su voz no encajaba, por lo que se eligió a Weaving. Posteriormente, Welker lo interpretaría en las últimas dos entregas de la franquicia. Muere a manos de Sam Witwicky.
- Jimmie Wood como Bonecrusher, un Decepticon que su modo alterno es un vehículo antiminas Buffalo HMPCV. Muere a manos de Optimus Prime.
- Reno Wilson como Frenzy, un hacker Decepticon y secuaz de Barricade, que se transforma en un Boombox PGX y más tarde en un Nokia 8800. Muere accidentalmente a manos de sí mismo.
- Charlie Adler como Starscream, segundo al mando de Megatron que se transforma en un Lockheed Martin F-22 Raptor. Adler ya había puesto voz a varios personajes de la serie original, sobre todo a Silverbolt.
- Jess Harnell como Barricade, un explorador e interrogador Decepticon que se transforma en un coche de policía Saleen S281 2007, con la frase "castigar y esclavizar" en el lateral.

##### Transformers que no hablan
- Blackout, el tercero al mando de Megatron que se transforma en un helicóptero Sikorsky MH-53 Pave Low III. Muere a manos de Lennox.
- Brawl (referido como "Devastador" en los créditos), el especialista en demolición Decepticon que se transforma en un tanque M1A1 Abrams modificado. Muere a manos de Bumblebee.
- Scorponok, un Decepticon con forma de escorpión y secuaz de Blackout.

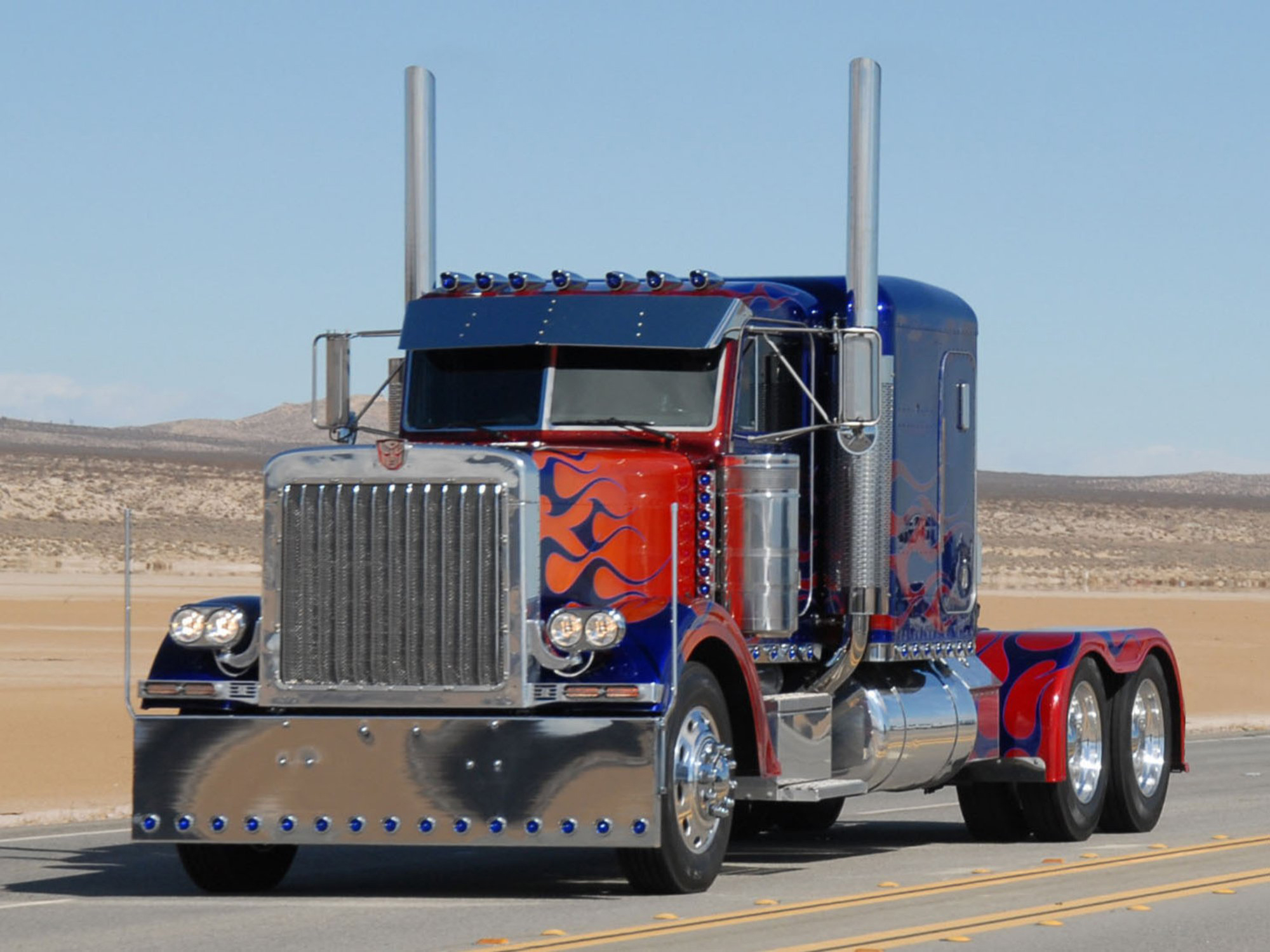
Peterbilt 379 utilizado para interpretar a Optimus Prime
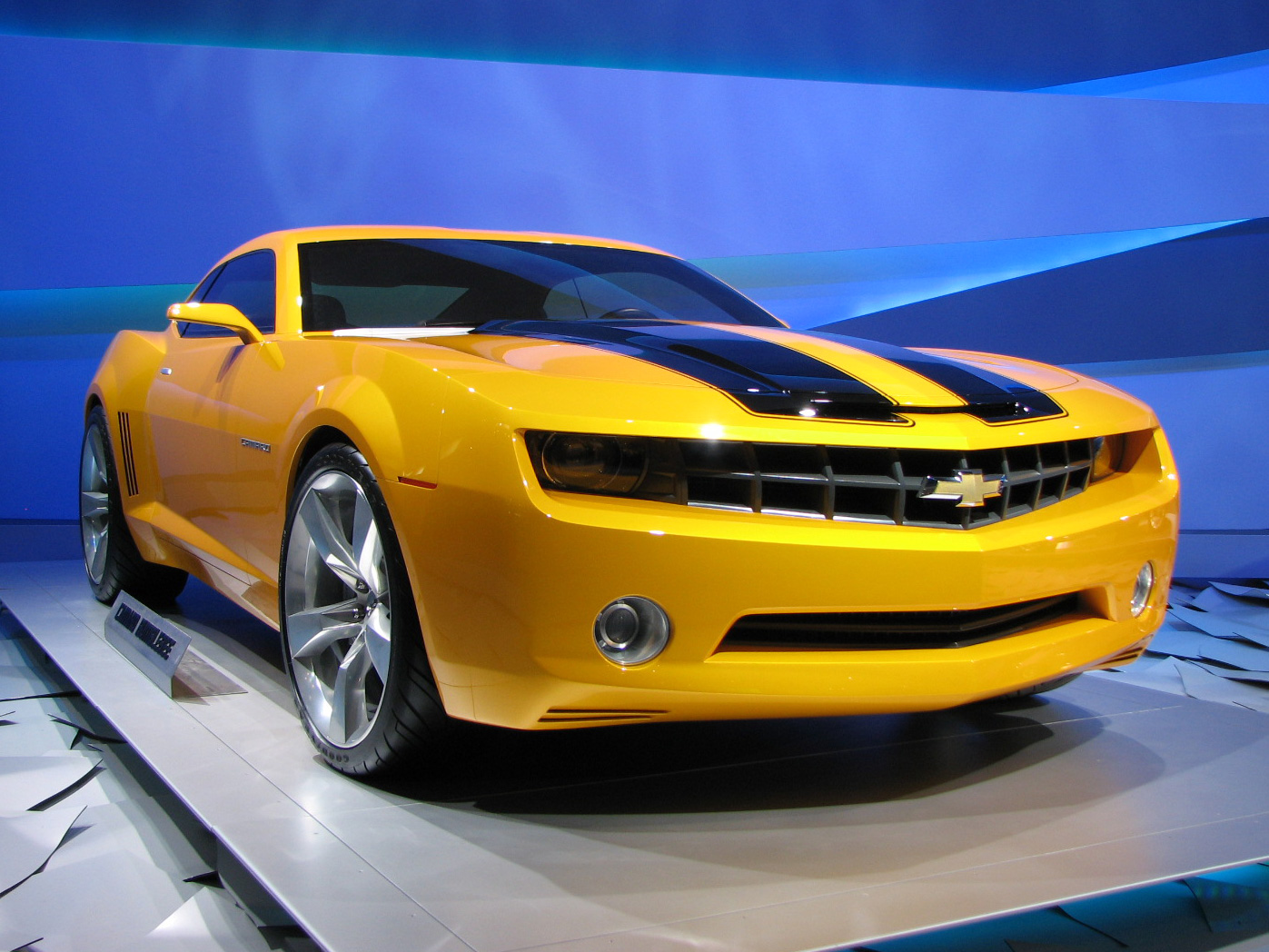
Chevrolet Camaro utilizado para interpretar a Bumblebee
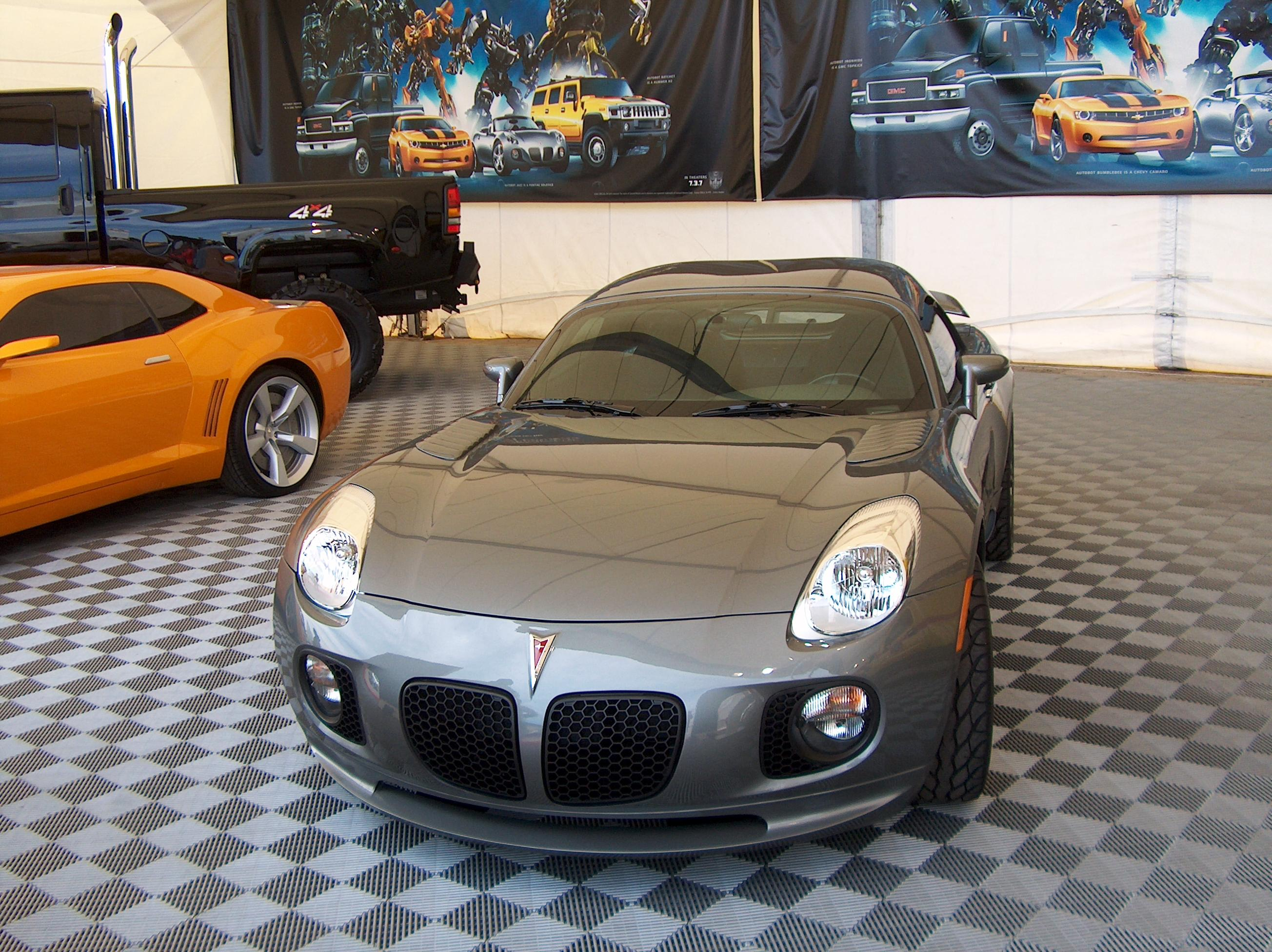
Pontiac Solstice utilizado para interpretar a Jazz
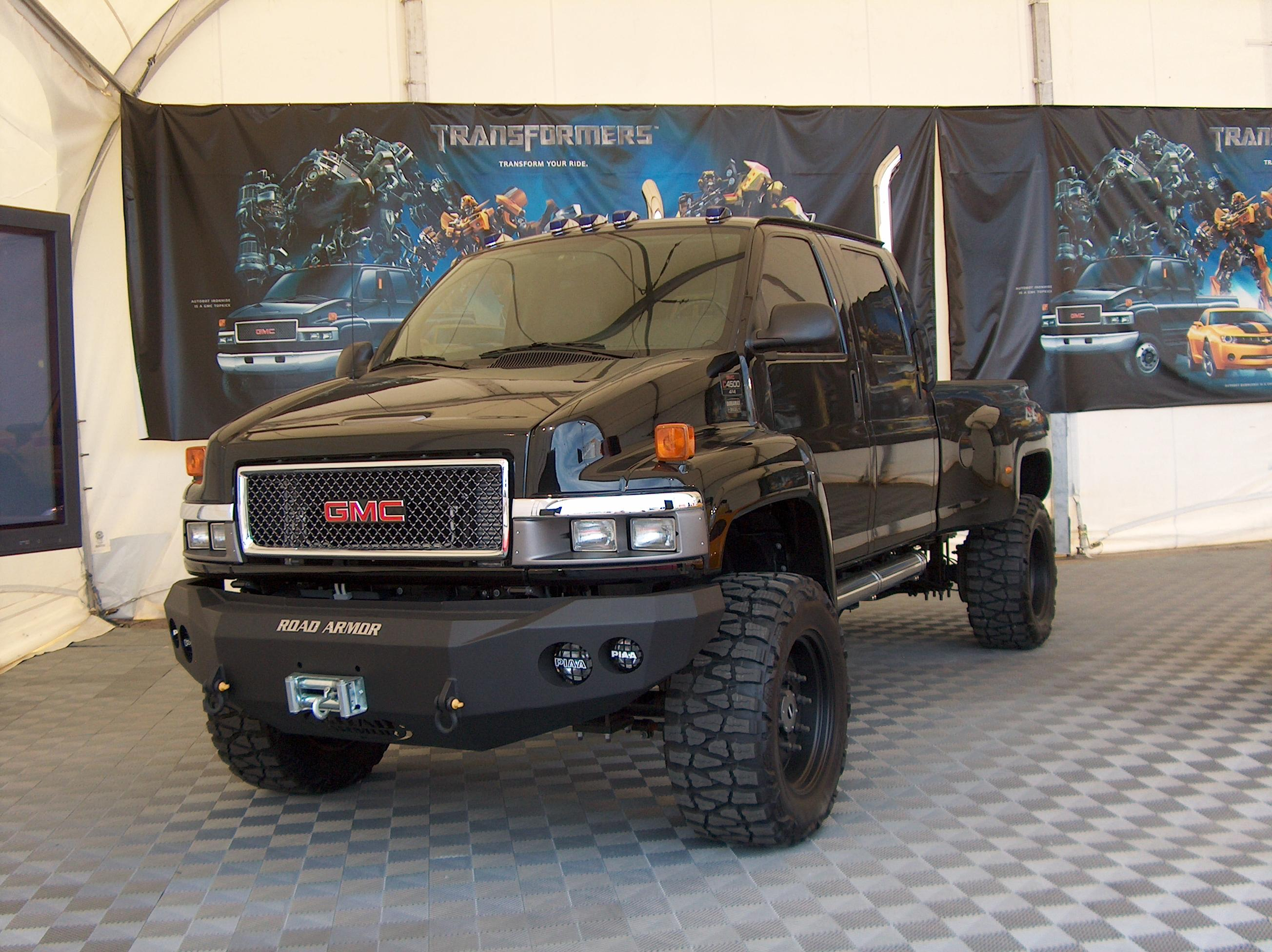
GMC Topkick utilizado para interpretar a Ironhide
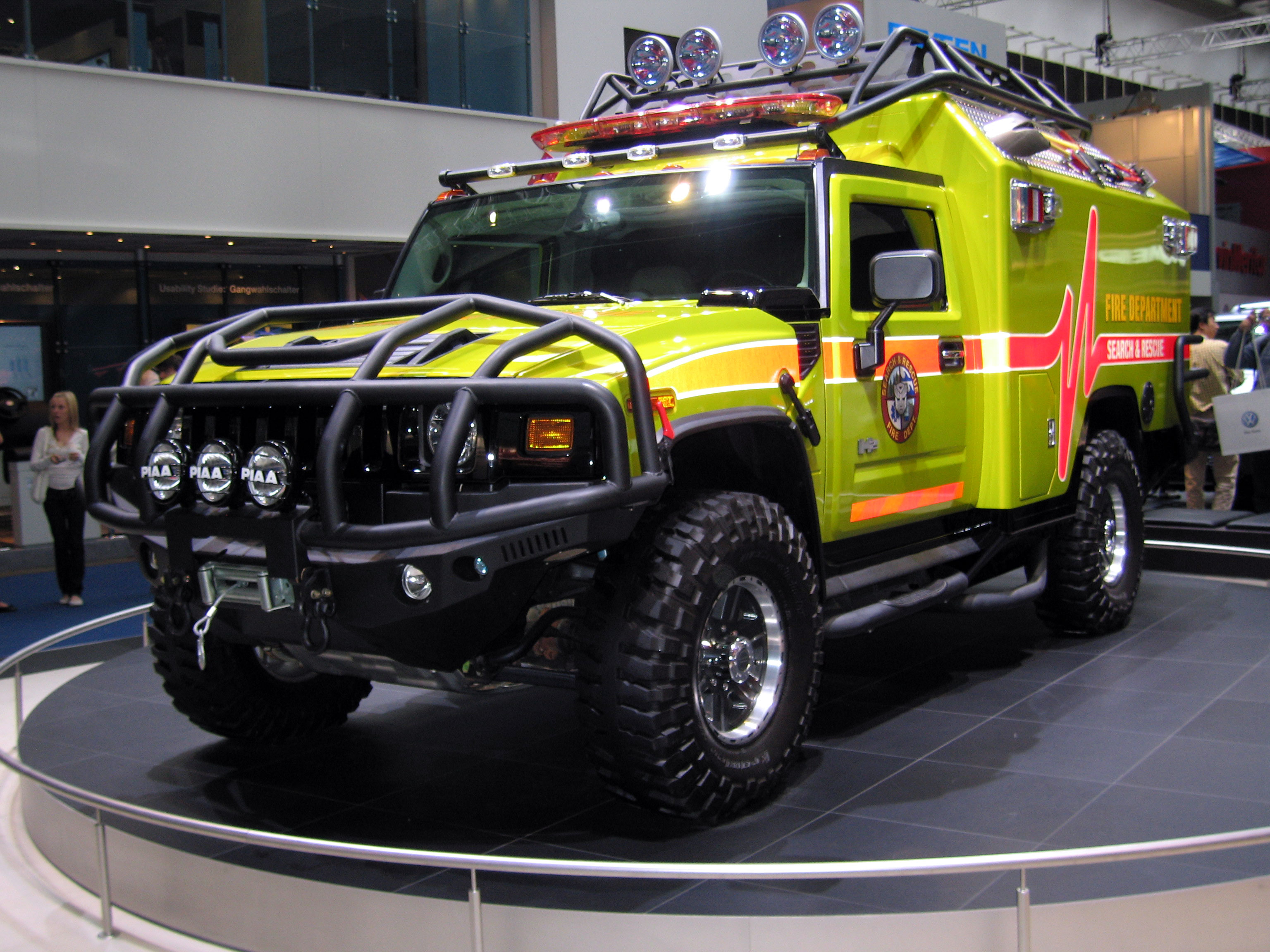
Hummer H2 utilizado para interpretar a Ratchet
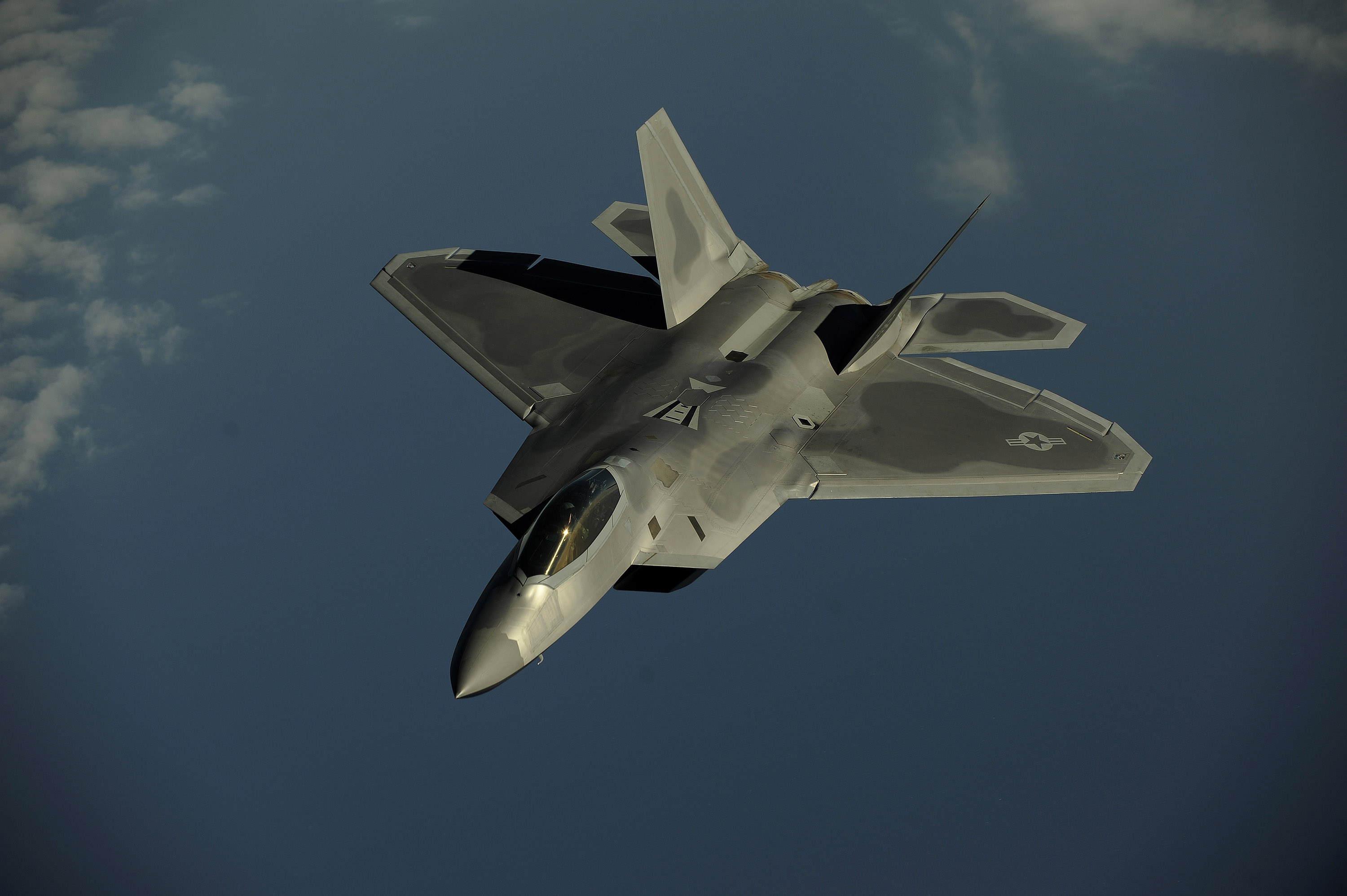
F-22 Raptor utilizado para interpretar a Starscream
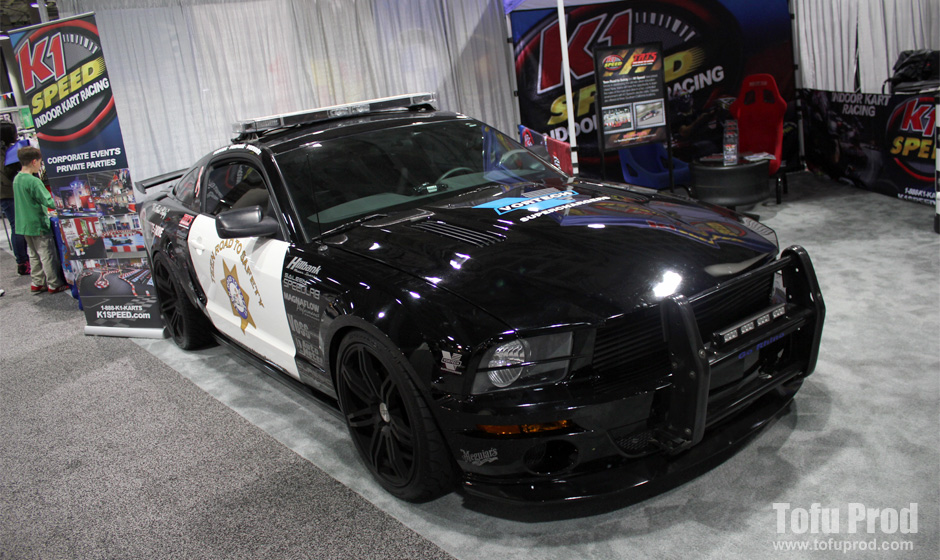
Ford Mustang (modificado por Saleen) utilizado para representar a Barricade
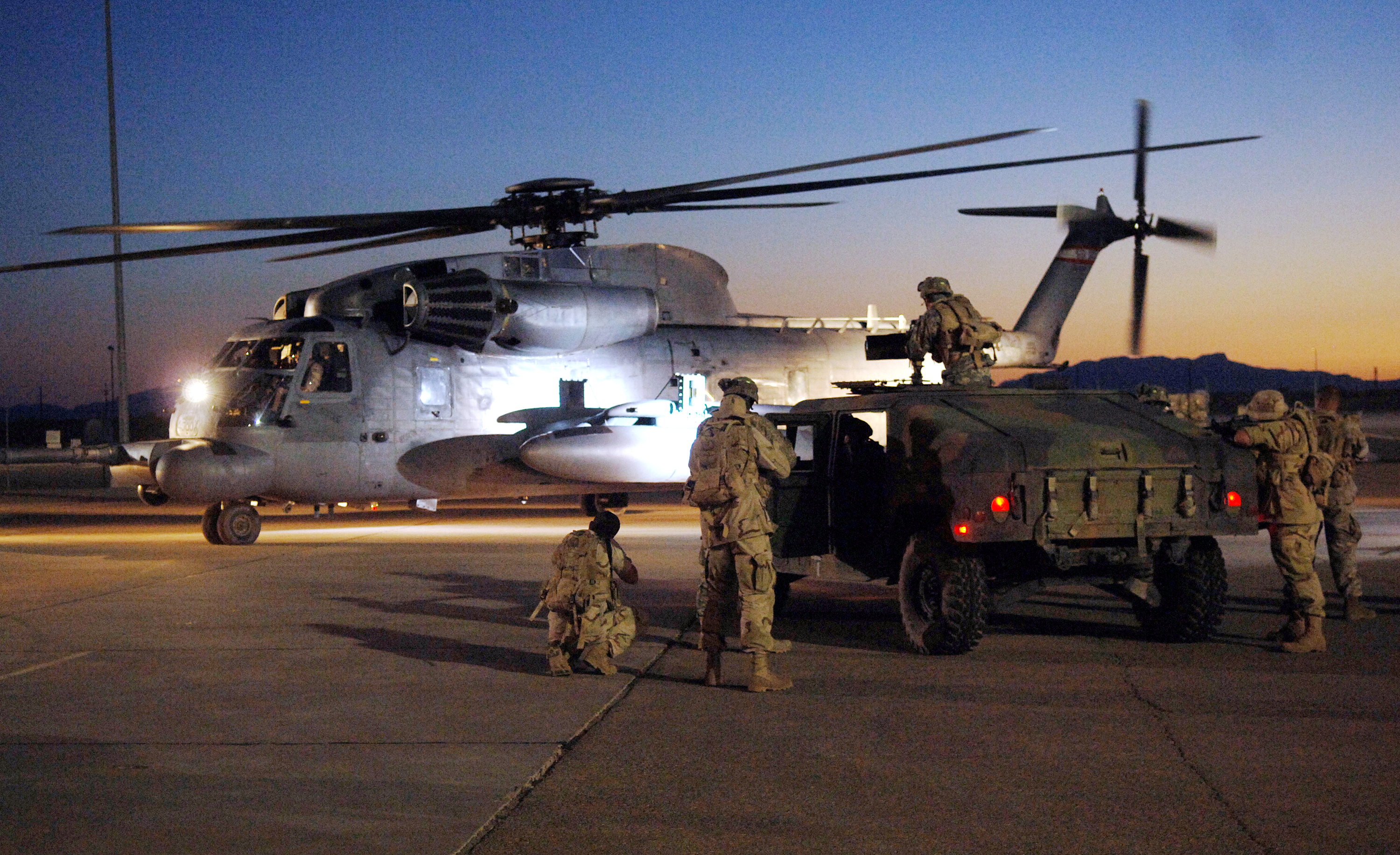
MH-53 Pave Low utilizado para interpretar a Blackout
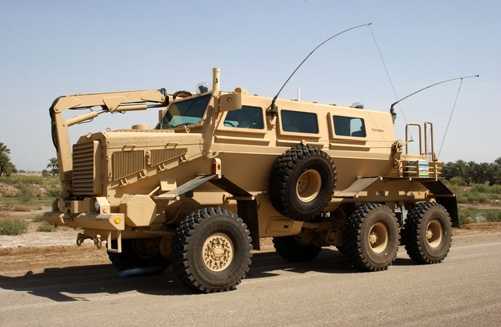
Buffalo MPV utilizado para interpretar a Bonecrusher
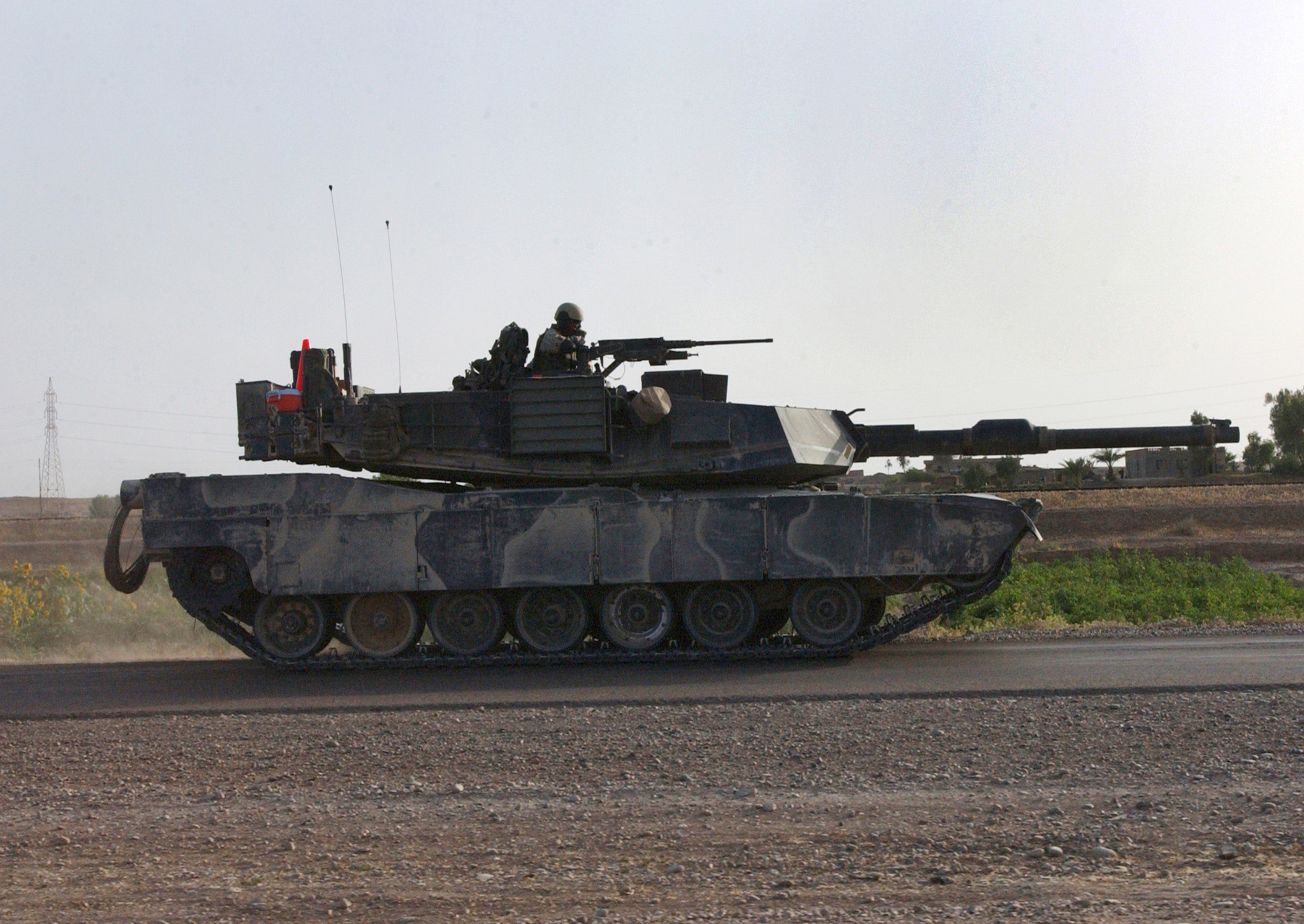
M1 Abrams utilizado para representar a Brawl/Devastador

## Producción

### Desarrollo
| En todos los años de hacer películas, no pienso que la imagen de un camión transformándose en un robot de seis metros de alto alguna vez haya sido capturado en pantalla. También quiero hacer una película que sea un homenaje a las películas de la década de 1980 y regresa al sentido del asombro que Hollywood ha perdido con los años. Tendrá aquellos momentos 'spielbergianos' donde tienes que adentrarte en el niño de ojos abiertos y te sientes como si tuvieras diez años incluso si tienes treinta y cinco. —Tom DeSanto, sobre por qué produjo la película |

Don Murphy planeaba una adaptación cinematográfica de G.I. Joe para Metro-Goldwyn-Mayer y Sony Pictures Entertainment, pero cuando Estados Unidos inició la invasión de Irak en marzo de 2003, Hasbro (junto a Metro-Goldwyn-Mayer y Sony Pictures Entertainment) sugirió adaptar la franquicia de Transformers en su lugar. Tom DeSanto se unió a Murphy, ya que este era un fan de la serie. Ellos se encontraron con el escritor de cómics Simon Furman, y citaron a los dibujos animados y cómics de la Generación 1 como su principal influencia. Hicieron a la Matriz de Creación, su recurso argumental, aunque Murphy tuvo que rebautizarla debido a la serie fílmica Matrix. DeSanto eligió escribir el tratamiento desde un punto de vista humano para atraer a la audiencia, mientras Murphy quería que tuviera un tono realista, que recordara a una película de cine catástrofe. El tratamiento contó con los Autobots Optimus Prime, Ironhide, Jazz, Prowl, Arcee, Ratchet, Wheeljack y Bumblebee, y los Decepticons Megatron, Starscream, Soundwave, Ravage, Laserbeak, Rumble, Skywarp y Shockwave.
Steven Spielberg, un fan de los cómics y juguetes de Transformers, firmó un contrato como productor ejecutivo en 2004. John Rogers escribió el primer borrador, que enfrentaba a cuatro Autobots contra cuatro Decepticons, y contaba con el Arca como elemento argumental. Roberto Orci y Alex Kurtzman, fanes de los dibujos animados, fueron contratados para reescribir el guion en febrero de 2005. Spielberg sugirió que "un muchacho y su auto" fueran el centro de la historia. Esto atrajo a Orci y Kurtzman, ya que transmitía temas de adultez y responsabilidad, "las cosas que un auto representa en este país", en sus palabras.[Estados Unidos]". Los personajes de Sam y Mikaela eran el único punto de vista dado en el primer borrador de Orci y Kurtzman. Los Transformers no tenían diálogos, ya que los productores temían que robots parlantes se vieran ridículos. Los guionistas sintieron que incluso si se viera tonto, que los robots no hablen traicionaría a los fanes. El primer borrador también tenía una escena de batalla en el Gran Cañón. Spielberg leyó cada borrador de Orci y Kurtzman y les dio notas para mejorarlos. Los guionistas siguieron involucrados a lo largo de la producción, agregando diálogos adicionales para los robots durante la mezcla de sonido (aunque ninguno de estos se conservó en la película final, que duró quince minutos menos que la edición inicial). The Ultimate Guide, de Furman, editada por Dorling Kindersley, permaneció como un recurso para los guionistas a lo largo de la producción. Prime Directive fue usado como un título provisorio falso. Este también fue el nombre del primer cómic de Transformers de Dreamwave Productions.
Spielberg le pidió a Michael Bay que dirija el 30 de julio de 2005 y se cambió de distribuidora, eligiendo a DreamWorks y Paramount Pictures, pero Bay rechazó la cinta, calificándola como una "estúpida película de juguetes". Sin embargo, él quería trabajar con Spielberg, y obtuvo un nuevo respeto por la mitología luego de visitar Hasbro. Bay consideró al primer borrador "demasiado infantil", así que aumentó el papel de los militares en la historia. Los guionistas buscaron inspiración de G.I. Joe para los personajes de los soldados, teniendo cuidado de no mezclar las marcas. Ya que a Orci y Kurtzman les preocupaba que la película pudiera sentirse como un comercial de reclutamiento militar, eligieron hacer que los militares crean que las naciones como Irán estaban detrás del ataque Decepticon, así como hacer a los Decepticons principalmente vehículos militares. Bay basó el intento de Lennox para llegar a la línea telefónica del Pentágono mientras discutía con un operador inútil en una historia real que un soldado le contó cuando trabajaba en otra película.
Orci y Kurtzman experimentaron con numerosos robots de la franquicia, eligiendo finalmente a los personajes más populares entre los cineastas para formar el reparto final. Bay admitió que la mayoría de los Decepticons fueron elegidos antes de que sus nombres o papeles se desarrollaran, ya que Hasbro tenía que comenzar a diseñar los juguetes. Algunos de sus nombres fueron cambiados, ya que a Bay le molestó que se hubieran filtrado. Optimus, Megatron, Bumblebee y Starscream fueron los únicos personajes presentes en cada versión del guion. Arcee fue una Transformer hembra introducida por Orci y Kurtzman, pero fue eliminada porque encontraron difícil explicar el género en robots; además, a Bay no le agradaba su forma de motocicleta, la cual encontraron demasiado pequeña. Una primera idea de que los Decepticons ataquen simultáneamente múltiples lugares alrededor del mundo también fue desechada, siendo usada más tarde en las secuelas de la película.

### Diseño
Los cineastas crearon el tamaño de cada robot con el tamaño de su modo vehicular en mente, apoyando el fundamento de los Transformers de su elección de ocultarse en la Tierra. El concepto de protoformas viajantes fue desarrollado por Roberto Orci cuando se preguntó por qué "extraterrestres que trabajan de noche como vehículos necesitarían otros vehículos en los que viajar". Esto reflejó un deseo de cambiar a un aspecto más extraterrestre, lejos de los Transformers "con bloques" de Generation 1. Otra influencia mayor en los diseños fue la armadura samurái, regresando al principio de los orígenes japoneses de la línea de juguetes. Los robots también debían verse como extraterrestres, o de otro modo se parecerían a otros robots del cine hechos a imagen del hombre.
Un acuerdo de emplazamiento publicitario con General Motors ofreció formas alternas para la mayoría de los Autobots, lo que le ahorró US$3 millones a la producción. La compañía también proporcionó casi dos mil autos, destinados para su destrucción en la escena de la batalla climática. Las fuerzas armadas de los Estados Unidos ofrecieron un apoyo importante, aumentando el realismo de la película: la cinta cuenta con F-22, F-117 y V-22 Osprey, la primera vez que estas aeronaves fueron usadas para una película; soldados sirvieron como extras, y se proporcionaron uniformes auténticos para los actores. También aparecen un A-10 Thunderbolt II y un Lockheed AC-130. El Capitán Christian Hodge bromeó que tuvo que explicarle a sus superiores que los cineastas querían retratar a la mayoría de las aeronaves como los malvados Decepticons; sin embargo, él remarcó que "la gente ama a los chicos malos".

### Rodaje

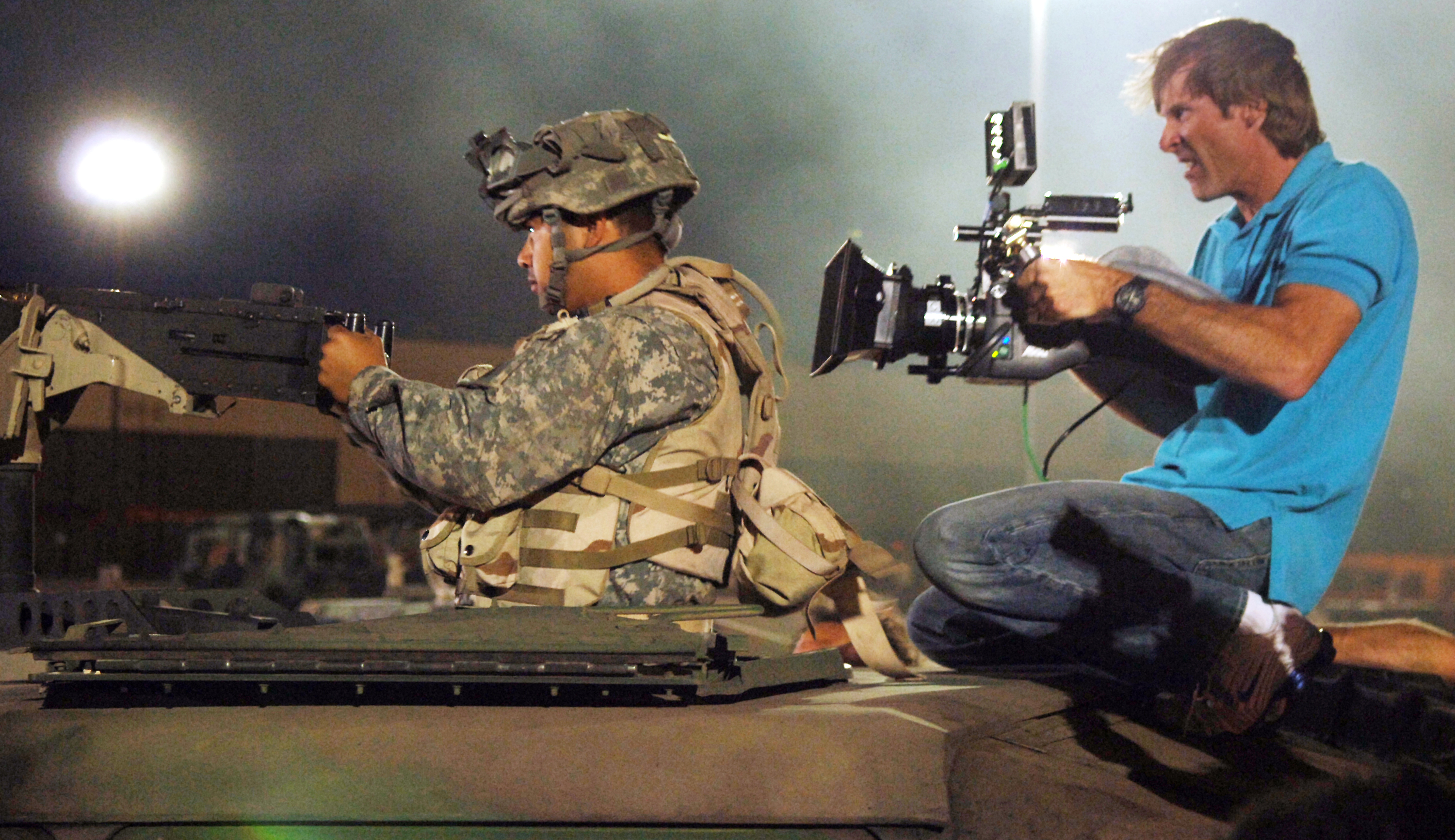
El director Michael Bay rodando en la base de la Fuerza Aérea de Estados Unidos Holloman.

Para ahorrar dinero en la producción, el director Michael Bay redujo su pago en un 30 por ciento. Planeó un programa de rodaje de ochenta y tres días, manteniendo el ritmo requerido haciendo más montajes de cámara por día que lo normal. Bay eligió rodar la película en Estados Unidos en vez de Australia o Canadá, permitiéndole trabajar con un equipo con el que estaba familiarizado, y que entendía su ética de trabajo. Un pre-rodaje tomó lugar el 19 de abril de 2006, y la fotografía principal comenzó el 22 de abril en la base de la Fuerza Aérea de Estados Unidos Holloman, que sustituyó a Catar. Para rodar la secuencia de Scorponok en el Campo de Misiles de Arenas Blancas, se realizó una desactivación de explosivos para quitar municiones no explotadas antes de que la construcción de un set de pueblo pudiera comenzar; irónicamente, el pueblo sería explotado. Esta escena fue analizada por los pilotos volando las aeronaves de alerta temprana y control aerotransportado, que improvisaron el diálogo como si fuera una batalla real.

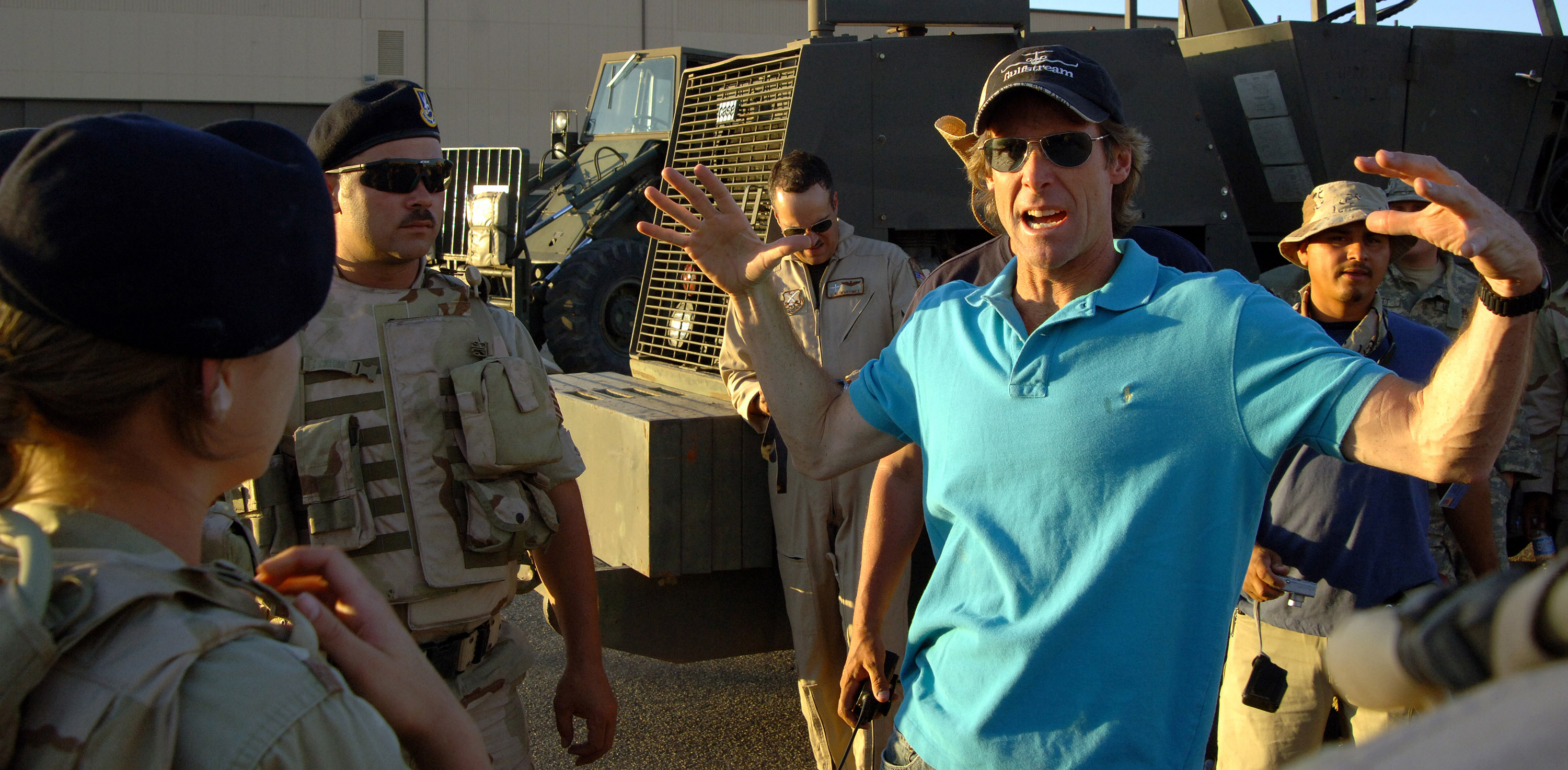
El director Michael Bay en el set de Transformers (2006).

La compañía también rodó en la presa Hoover y el Pentágono, la primera vez desde los atentados del 11 de septiembre de 2001 que equipos de rodaje estuvieron permitidos en estas localizaciones. Las escenas externas de la presa Hoover fueron rodadas antes de que los turistas llegaran a diario a las 10:00 a. m., con el rodaje moviéndose dentro durante el resto del día. La producción en California tuvo sede en Hughes Aircraft, en Playa Vista, donde se construyó el hangar en donde Megatron está encarcelado. Se pasaron seis semanas en Los Ángeles, California, rodando la batalla climática, con algunos elementos siendo rodados en el plató de Universal Studios y en la Estación Central de Míchigan, en Detroit. Al equipo se le permitió rodar en el Observatorio Griffith, que aún estaba cerrado por renovaciones iniciadas en 2002. El rodaje concluyó el 4 de octubre de 2006.
Se encontró que la película también re-usó metraje de la película anterior de Bay Pearl Harbor.

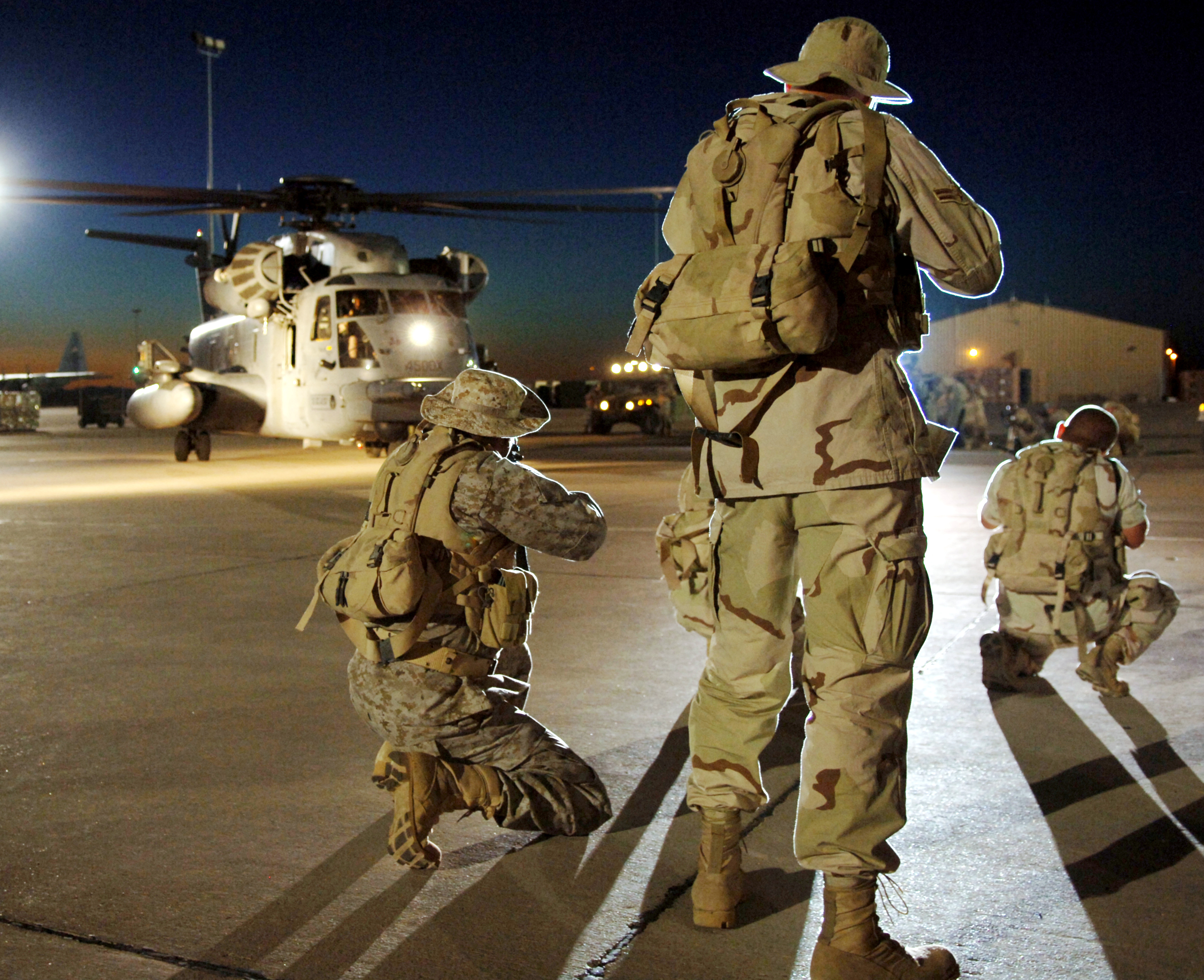
"Blackout", disfrazado del helicóptero de transporte CH-53, aterriza en la base de SOCCENT en Qatar; La escena fue filmada en parte con soldados reales en la base de la Fuerza Aérea de Estados Unidos Holloman.

### Efectos
Spielberg alentó a Bay a limitar las imágenes generadas por computadora para los robots y elementos de fondo en las secuencias de acción. Los trucos como Bonecrusher estrellándose con un autobús fueron hechos prácticamente, mientras las cámaras fueron colocadas en el medio de los choques de autos y explosiones para hacerlas ver más emocionantes. El trabajo en los animatics inició en abril de 2005. Bay indicó que tres cuartos de los efectos de la película fueron hechos por Industrial Light & Magic, mientras Digital Domain hizo el resto, incluyendo el descubrimiento de Megatron en el Ártico; la cabeza cortada de Frenzy; una máquina expendedora mutada por la Chispa Suprema, y las protoformas de los Autobots. Varios de los animadores eran grandes fanes de Transformers y se les dio rienda suelta en el experimento: una escena donde Jazz ataca a Brawl es una referencia a una escena en Transformers: la película donde Kup salta sobre Blitzwing.
| "Yo solo no quería hacer los personajes cuadrados. Es aburrido y se vería falso. Agregando más artilugios y cosas en los robots, más autopartes, simplemente puedes hacerlo más real." —Michael Bay, sobre el nivel de detalle que quería para los robots |

Industrial Light & Magic creó transformaciones generadas por computadora durante seis meses en 2005, mirando cada centímetro de los modelos de autos. Al principio las transformaciones se hicieron para seguir las leyes de la física, pero no se veían lo suficientemente emocionantes y fueron cambiadas para ser más fluidas. Bay rechazó una superficie de metal líquido para las caras de los personajes, en vez de eso eligiendo un estilo de modelo "cubo de Rubik". Él quería numerosas piezas mecánicas visibles para que los robots se vean más interesantes, realistas, dinámicos y rápidos, en vez de bestias torpes. Una decisión tal fue que las ruedas se queden en el suelo por todo el tiempo posible, permitiendo que los robots anden mientras cambiaban. Bay instruyó a los animadores que observen el metraje de dos artistas marciales y numerosas películas de artes marciales para hacer que las luchas tengan más gracia.
Debido a los intrincados diseños de los Transformers, incluso el más simple movimiento de girar una cadera necesitaba 17 partes visibles; cada una de las armas de Ironhide está hecha de diez mil partes. Bumblebee usa una pieza bajo su placa frontal como una ceja, las piezas en sus mejillas giran para parecerse a una sonrisa, y los ojos de todos los personajes están diseñados para dilatarse e iluminarse. De acuerdo con Bay: "Los efectos visuales eran tan complejos que tomaba la asombrosa cifra de 38 horas para que Industrial Light & Magic haga solo un fotograma de movimiento". Eso significaba que ILM debió incrementar sus instalaciones de procesamiento. Cada pieza hecha debía verse como metal real, brillante u opaco. Esto era difícil de modelar debido a que los Transformers antiguos y con cicatrices tenían que transformarse de autos pulcros. Las tomas en primer plano de los robots se aceleraron para verse "genial", pero en tomas amplias la animación fue ralentizada para ilustrar convincentemente un sentido del peso. Se tomaron fotografías de cada ser. Estas fueron usadas como una referencia para la iluminación del entorno, que fue reproducida dentro de una computadora, así los robots se verían como si se estuvieran moviendo allí de manera convincente. Bay, que ha dirigido numerosos comerciales de autos, entendió que el trazado de rayos era la clave para hacer que los robots se vieran reales; los modelos generados por computadora se verían realistas basados en qué tanto el entorno se refleje en sus cuerpos. Las numerosas simulaciones fueron programadas en los robots, para que los animadores se pudieran concentrar en animar las áreas particulares necesarias para una realización convincente.

### Música
El compositor Steve Jablonsky, que colaboró con Bay en La isla, orquestó la música para los avances antes de que el trabajo comenzara en la película misma. La grabación tuvo lugar en abril de 2007, en el Sony Scoring Stage en Culver City, California. La banda sonora, incluyendo la música del teaser, utilizó seis temas mayores a lo largo de los noventa minutos de música. Los Autobots tienen tres temas, uno llamado «Optimus» para representar la sabiduría y compasión del líder Autobot, y otra tocada durante su llegada a la Tierra. Los Decepticons tienen un tema cantado que se basa en electrónicos, al contrario de la mayoría de la banda sonora. La Chispa Suprema también tiene su propio tema. Hans Zimmer, el mentor de Jablonsky, también ayudó a componer la banda sonora. Además, cabe destacar que la banda Linkin Park compuso canciones para la cinta, en especial el sencillo "What I've Done", usado para el final del álbum Minutes to Midnight.

## Comercialización
La línea de juguetes de Hasbro para la película fue creada en dos meses en fines de 2005 e inicios de 2006, en fuerte colaboración con los cineastas. Optimus Prime y Starscream fueron lanzados en Estados Unidos el 1 de mayo de 2007, y la primera tanda de figuras fue lanzada el 2 de junio del mismo año. La línea contó con personajes ausentes en la película, entre ellos la robot femenina Arcee. Una segunda tanda, titulada "AllSpark Power" —"El poder de la Chispa Suprema"—, fue lanzada a fines de 2007. Consistía en versiones robóticas y repintadas de vehículos ordinarios en la película. Los juguetes presentaban "tecnología automorfa", donde las partes móviles del juguete permitían que otras partes se movieran automáticamente. El mercadeo para la película obtuvo US$480 millones de dólares para Hasbro en 2007.
Además, se hicieron tratos con 200 compañías para promover la película en 70 países. Michael Bay dirigió comerciales licenciados para General Motors, Panasonic, Burger King y PepsiCo, mientras la utilería —incluyendo la Chispa Suprema y el Camaro usado para Bumblebee—, fueron puestos para ventas de caridad en eBay. Se empleó un juego de realidad alternativa de mercadotecnia viral a través del sitio web del Sector 7, que presentó a la película y todos los juguetes y medios anteriores de Transformers como parte de una operación encubierta llamada "Hungry Dragon", perpetrada por un Sector 7 "auténtico" para esconder la existencia de Transformers genuinos. El sitio contó con varios videos presentando "evidencia" de los Transformers en la Tierra, incluyendo un cameo del Bumblebee original.

## Estreno y recepción
Transformers tuvo su premier mundial en la Torre Seúl N el 10 de junio de 2007. La premier del 27 de junio de la película en el Festival de Cine de Los Ángeles usó una fuente digital por satélite en directo para proyectar la película en una pantalla. Una premier tuvo lugar en Rhode Island el 28 de junio, la cual fue un evento gratuito dándole a los presentes la oportunidad de comprar entradas por US$75 para beneficio de cuatro caridades: el Banco de Alimentos Comunitarios Rhode Island, el Proyecto Autismo de Rhode Island, Adopción Rhode Island y el Hospital Infantil Hasbro. La película se estrenó en IMAX el 21 de septiembre de 2007, con metraje adicional que no había sido incluido en el estreno en cines.

### General
Los fanes de Transformers al principio estaban divididos sobre la película debido a los re-diseños radicales de varios personajes, aunque la elección de Peter Cullen fue bien recibida. Tanto el escritor de cómics de Transformers Simon Furman como el consultor del guion de Beast Wars Benson Yee consideraron que la película era divertida de un modo espectacular, aunque Furman también argumentó que había demasiadas historias humanas. Yee sentía que, siendo la primera en una serie, la película debía establecer la mayoría del universo ficticio y, por lo tanto, no tenía tiempo para centrarse en los Decepticons.
La película creó un mayor conocimiento de la franquicia y atrajo a muchos fanes nuevos. El éxito en taquilla de Transformers llevó al desarrollo activo de películas basadas en Voltron y Robotech, así como una adaptación de Knight Rider. Cuando rodaban la secuela, los soldados le dijeron a Bay que la película ayudó a sus hijos a entender cómo era su trabajo, y que varios habían bautizados sus Buffalo —el vehículo usado para Bonecrusher— en honor a varios Transformers.
Después de que la secuela de 2009 de la película fue titulada Transformers: la venganza de los caídos, a Roberto Orci se le preguntó si la película sería re-titulada, justo como Star Wars fue titulada Star Wars: Episodio IV - Una nueva esperanza cuando fue reestrenada. Él dudó la posibilidad, pero dijo que si era re-titulada, él la llamaría Transformers: More than Meets the Eye —Transformers: más de los que parece—.

### Crítica
En el sitio web Metacritic, la película recibió una puntuación promedio de 61, basado en 35 reseñas, indicando que es una película generalmente bien recibida. El sitio web de reseñas Rotten Tomatoes informó que el 57 % de las críticas le dio reseñas positivas a la película, basado en un total de 219 reseñas. Todd Gilchrist, de IGN, la llamó "la mejor película de Bay hasta la fecha", además de "uno de los pocos ejemplos donde está bien disfrutar algo por ser inteligente y tonto al mismo tiempo, en su mayoría porque sin duda también tiene un montón de diversión". Sean Fewster, de The Advertiser, encontró los efectos visuales tan perfectos que "pueden llegar a creer que el estudio de algún modo diseñó inteligencia artificial". Lisa Kennedy, de The Denver Post, elogió la representación de los robots, diciendo que tienen "una escala de intimidad dadas de manera creíble", y a Margaret Pomeranz, la presentadora de la ABC, le sorprendió "que una completa novata en el fenómeno de los Transformers como yo se haya involucrado en el destino de estas mega-máquinas". Drew McWeeny, de Ain't It Cool News, sintió que la mayoría del reparto construyó la historia, y que esta "tiene un sentido real del asombro, una de las cosas que falta en tantos de los grandes espectáculos de CGI estrenados estos días". El autor Peter David la encontró ridículamente divertida, y dijo que "Bay logra aferrarse a la suspensión de la incredulidad de su audiencia el tiempo suficiente para que entremos en unas escenas de batalla realmente espectaculares". Roger Ebert le dio una reseña positiva a la película, otorgándole tres estrellas de cuatro.
A pesar de los elogios por los efectos visuales, hubo división sobre las historias humanas. A Kirk Honeycutt, de The Hollywood Reporter, le gustó "cómo una línea argumental adolescente queda asociada al fin del mundo", mientras Ian Nathan, de Empire, elogió a Shia LaBeouf, ya que, según él, es "un comediante inteligente y natural, que nivela la rudeza de esta historia de juguetes con estruendo irónico". Harry Knowles, el fundador de Ain't It Cool News, sintió que el estilo de Bay entró en conflicto con el de Spielberg, argumentando que la historia militar solo servía como una distracción del argumento de Sam. James Berardinelli "odió" la película ya que, en sus palabras, no conectó con los personajes en el medio de la acción, lo cual encontró "tedioso". Kenneth Turan, de Los Angeles Times, encontró a los humanos "extrañamente sin vida, haciendo poco además de marcar el paso hasta que esos grandes juguetes llenen la pantalla", mientras Joshua Starnes, de ComingSoon, sintió que los Transformers eran "completamente creíbles, justo hasta el momento en que abren sus bocas para hablar, cuando vuelven a ser malos personajes de dibujos animados". Matt Arado, de Daily Herald, estaba molesto porque los Transformers son "poco más que personajes secundarios", y sintió que el segundo acto fue lento. Tom Charity, de CNN, cuestionó la idea de una película basada en un juguete, y sintió que "emociona a su demografía juvenil [...] pero nos deja al resto de nosotros preguntándonos si posiblemente Hollywood podría apuntar más bajo".

### Taquilla
Mundialmente, la película fue la película no-secuela de mayor recaudación de 2007. Recaudó US$709.7 millones de dólares, haciéndola la tercera película de Michael Bay de mayor recaudación hasta la fecha, con solo las dos secuelas superando este monto. Fue también la película de mayor recaudación de 2007 mundialmente, detrás de Piratas del Caribe: en el fin del mundo, Harry Potter y la Orden del Fénix, Spider-Man 3 y Shrek tercero. La película se estrenó en diez mercados internacionales el 28 de junio de 2007, entre ellos Australia, Nueva Zelanda, Singapur y Filipinas. Transformers hizo US$19.5 millones en su primer fin de semana, estando en la cima de la taquilla en diez países. Recaudó US$5.2 millones en Malasia, convirtiéndose en la película más exitosa en la historia del país. Transformers se estrenó en China el 11 de julio, y se convirtió en la segunda película extranjera con mayor recaudación en el país —detrás de Titanic—, haciendo US$37.3 millones. Su estreno allí estableció un récord para una película de idioma extranjero, haciendo US$3 millones. La película fue estrenada oficialmente en el Reino Unido el 27 de julio, haciendo £8.7 millones, y ayudó a contribuir al récord del mayor público de todos para ese fin de semana. Fue la segunda en la taquilla británica, detrás de Los Simpson: la película. En Corea del Sur, Transformers marcó el récord de la mayor audiencia para una película extranjera desde 2002, y el récord de mayores ingresos extranjeros de una película.
En Norteamérica, la película tuvo la mayor recaudación por pantalla y por cine de 2007. Se estrenó el 3 de julio de 2007, con preestrenos el 2 de julio a las 8 p. m. Los preestrenos estadounidenses obtuvieron US$8.8 millones, y en su primer día de estreno general recaudó US$27.8 millones, un récord de recaudación de jueves hasta que fue roto por The Amazing Spider-Man en 2012. Sin embargo, rompió el récord de Spider-Man 2 de la mayor recaudación de 4 de julio, haciendo US$29 millones de dólares. Transformers se estrenó en más de 4500 cines en Norteamérica, y recaudó US$70.5 millones en su primer fin de semana, llegando a una semana de estreno de US$155.4 millones, dándole el récord de la mayor semana de estreno para una no-secuela. La recaudación del estreno en Estados Unidos fue un 50 % de lo que Paramount Pictures esperaba. Un ejecutivo se lo atribuyó al boca a boca que explicaba a los padres que estaba "bien llevar a los niños". Una encuesta de CinemaScore indicó que la película era la más popular con niños y padres, incluyendo mujeres mayores, y atrajo a varios espectadores afroamericanos y latinos. Transformers finalizó su temporada en cines en Estados Unidos y Canadá con una recaudación de US$319.2 millones de dólares, haciéndola la tercera película con mayor recaudación de 2007 en dicha región, detrás de Spider-Man 3 y Shrek tercero.

### Premios y nominaciones
Antes de su estreno, Transformers fue votada "mejor película veraniega que aún no has visto" en los MTV Movie Awards 2007, y en los MTV Movie Awards 2008 fue votada "mejor película". Fue también nominada a tres premios Óscar en las categorías "mejor edición de sonido", "mejor sonido" —Kevin O'Connell, Greg P. Russell y Peter J. Devlin— y "mejores efectos visuales" —Scott Benza, Russell Earl, Scott Farrar y John Knoll—, pero perdió ante The Bourne Ultimatum y La brújula dorada, respectivamente. En los Kids' Choice Awards de 2008 recibió una nominación a "película favorita", pero perdió ante Alvin y las ardillas. La película recibió el premio al mérito del jurado por "mejores efectos especiales" en el Kuala Lumpur Internacional Film Festival de 2007. El supervisor de efectos especiales Scott Farrar fue honrado en la ceremonia de gala de los Premios Hollywood y el Festival de Cine de Hollywood el 22 de octubre de 2007, por su trabajo en la película.
En el 2008, la Visual Effects Society otorgó a Transformers cuatro premios: a los "Efectos visuales destacados en una película impulsada por efectos visuales", al "efecto visual individual del año" —la batalla entre Optimus Prime y Bonecrusher—, a los mejores "modelos y miniaturas" y a la mejor "composición". Broadcast Music, Inc., por su parte, premió al compositor Steve Jablonsky por su banda sonora. Entertainment Weekly nombró a Bumblebee como el cuarto personaje generado por computadora favorito, mientras The Times listó a Optimus Prime como el trigésimo mejor robot del cine, citando su genialidad y peligrosidad. Del lado negativo, Jon Voight fue nominado a "peor actor de reparto" —también por Bratz, September Dawn y National Treasure: Book of Secrets— en los 28.º Premios Golden Raspberry.

### Versión casera
Transformers fue lanzada en los territorios de la Región 1 el 16 de octubre de 2007 en DVD y en el formato ahora descontinuado HD DVD. La edición Wal-Mart del DVD incluía una versión animada abreviada de la precuela en cómic, titulada Transformers Beginnings y contando con las voces de Mark Ryan, Peter Cullen y Kevin Dunn, así como con Frank Welker como Megatron. La copia de Target estaba empacada con una caja de DVD con una precuela en cómic sobre los Decepticons. El DVD vendió 8.3 millones de copias en su primera semana, haciéndolo el DVD de venta más rápida de 2007 en Norteamérica, y vendió 190 mil copias en HD DVD, siendo el mayor debut en el formato. Los DVD vendieron 13.74 millones de copias, convirtiendo a la película en el título de DVD más popular de 2007.
Fue estrenada en Blu-ray el 2 de septiembre de 2008. En la primera semana, la edición de dos discos del Blu-ray fue número uno en ventas comparado con otras película en ese formato. La versión en Blu-ray logró dos tercios de las ventas de la película en la primera semana, siendo el tercer más vendiendo en ventas domésticas generales. El 16 de junio de 2009, Paramount incluyó una calcomanía en todos los nuevos DVD de Transformers, que contenían un código para ver contenido exclusivo en línea de la primera película y un adelanto de Transformers: la venganza de los caídos. El contenido incluía tres clips exclusivos de La venganza de los caídos, imágenes detrás de escenas de ambas películas, y escenas eliminadas nunca antes vistas de la primera película. Hasta 2014, en Norteamérica, el DVD de la película había vendido 16.23 millones de copias, recaudando 294675787USD dólares.

## Secuelas
La segunda película, La venganza de los caídos, se estrenó el 24 de junio de 2009. La tercera película, El lado oscuro de la luna, se estrenó el 29 de junio de 2011. La cuarta película, La era de la extinción, se estrenó el 27 de junio de 2014. La quinta película, titulada El último caballero, se estrenó el 21 de junio de 2017. La sexta película, titulada Bumblebee, se estrenó el 21 de diciembre de 2018. La séptima película, titulada El despertar de las bestias, se estrenó el 9 de junio de 2023, la octava película la cual es animada por Paramount Animation y Industrial Light & Magic titulada simplemente "Uno" se estrenó el 20 de septiembre de 2024